# 오궁 (바둑)
오궁은 다섯 개의 집을 가진 궁도이다. 형태에 따라 선형오궁, 십자오궁, 오궁도화로 나뉜다.